# Jánosi Zsuzsa
Jánosi Zsuzsa (Budapest, 1963. november 19. –) olimpiai bronzérmes, világbajnok magyar tőrvívó.

## Családja
Szülei Jánosi Ferenc (1938–2023) Európa-bajnoki ezüstérmes röplabdázó és Ducza Anikó (1942) olimpiai bronzérmes tornász. Férje, Németh Zsolt tagja volt a barcelonai olimpián negyedik helyezett tőrcsapatnak.

## Pályafutása
Az 1987-es lausanne-i vívó-világbajnokságon a női tőrcsapattal világbajnok  lett, egy évvel később a szöuli olimpián pedig bronzérmet szerzett. Sportolói pályafutása után a Magyar Vívószövetség utánpótlás-, valamint sportigazgatójaként is dolgozott.